# Szent Miklós-templom (Berat)
A Szent Miklós-templom (albán Kisha e Shën Kollit vagy Kisha e Shën Nikollës) a 16. században épült görögkeleti templom az albániai Berat 2008 óta világörökségi védelmet élvező történelmi városrészében. A templom a berati várnegyed északnyugati részén, a Blakhernai Szűz Mária-templom közvetlen közelében található.

## Története és leírása
A 16. században épült több, a helyszínen álló korábbi Szent Anasztáz- és Szent Atanáz-kápolnák építőanyagának újrafelhasználásával. Az egyik kápolna néhány szerkezeti eleme még megfigyelhető a templom lábazatában, néhány ókeresztény oszlopot és oszlopfőt pedig az apszis körüli falrészekbe építettek be. Az északra nyíló ajtónál bevésett 1591-es évszám a templom építésének évére utalhat, annyi bizonyos, hogy abban az évben már a belső falfestmények is elkészültek. Az épület 2015-ben államilag védett műemlék lett.
A négyszögletes alaprajzú, egyszerű templom a bizánci építészetre jellemző narthexszel (előcsarnokkal) nem rendelkezik, a falsíkot csupán a sokszögű adüton (szentélyrész) tagolja. A belső térben az Onufër Qiprioti keze munkáját dicsérő eredeti freskók töredékesen maradtak fenn. A déli falon Jézus születésének, Szent Lázár feltámadásának, Jézus jeruzsálemi bevonulásának, az északi falrészen pedig Iskarióti Júdás árulásának, Krisztus Kajafás elé kísérésének, a keresztre feszítésnek és Jézus temetésének jelenetei láthatóak, a mennyezet közelében az apostolok ábrázolásai kaptak helyet. 